# Lehallgatás

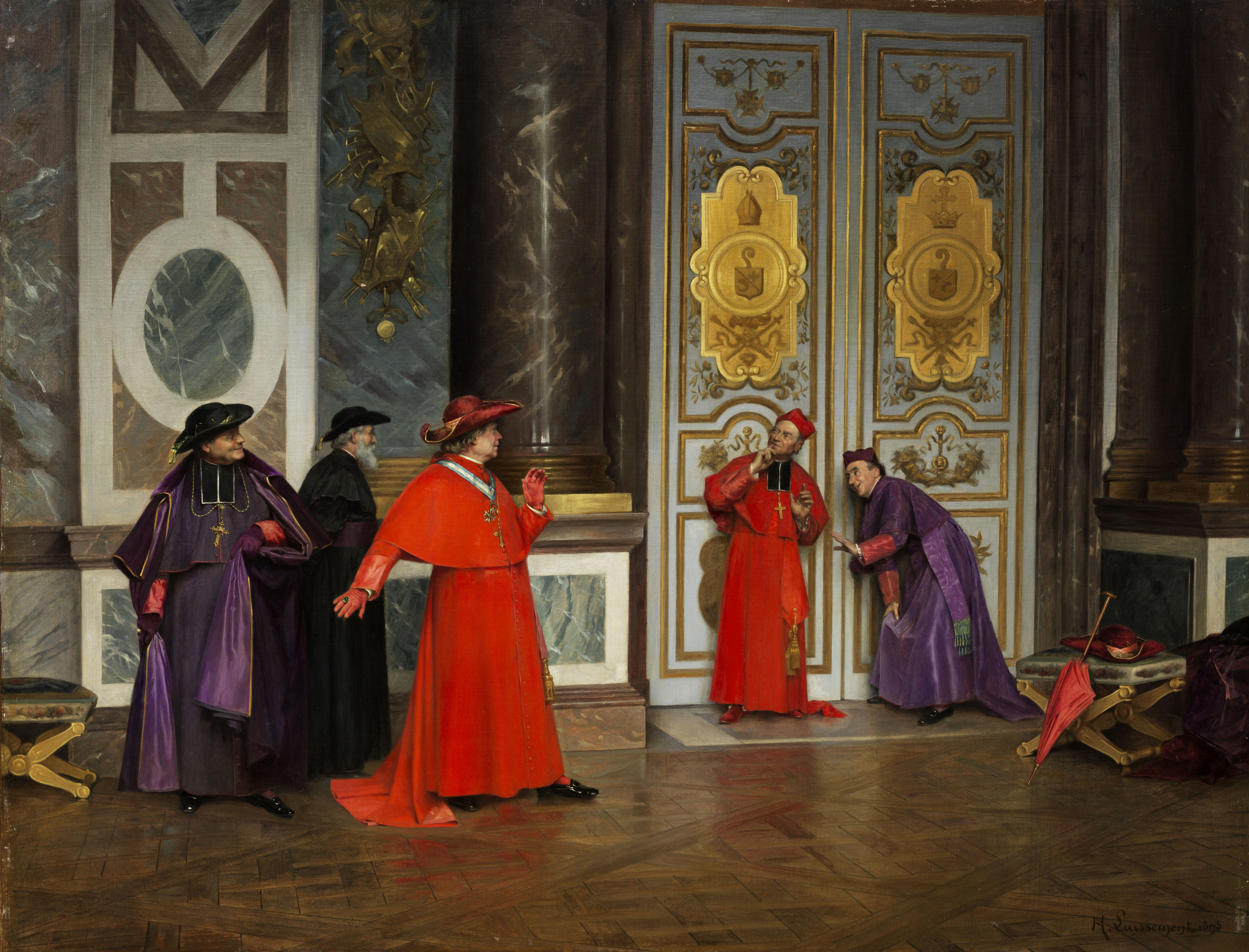
Henri Adolphe Laissement: Bíborosok a Vatikán előszobájában (1895)

A lehallgatás az információk olyan személy, vagy szervezet általi illegális megszerzése, akik a kommunikációban nem vesznek részt. A lehallgatás az információ megszerzésének egy módja. Manapság általában elektronikus eszközökkel végzik.

## Története
Már az ősi angolszász jog is büntette a hallgatózókat, akik mások otthonában bújtak meg, hogy lehallgassák azok titkait.
A telefon elterjedésének korai időszakában a telefonos kommunikáció osztott vonalon történt, amely lehetővé tette, hogy mások is belehallgassanak a privát beszélgetésekbe. Ez gyakran családok közötti ellenségeskedéshez és viszálykodásokhoz vezetett.

## Technikája

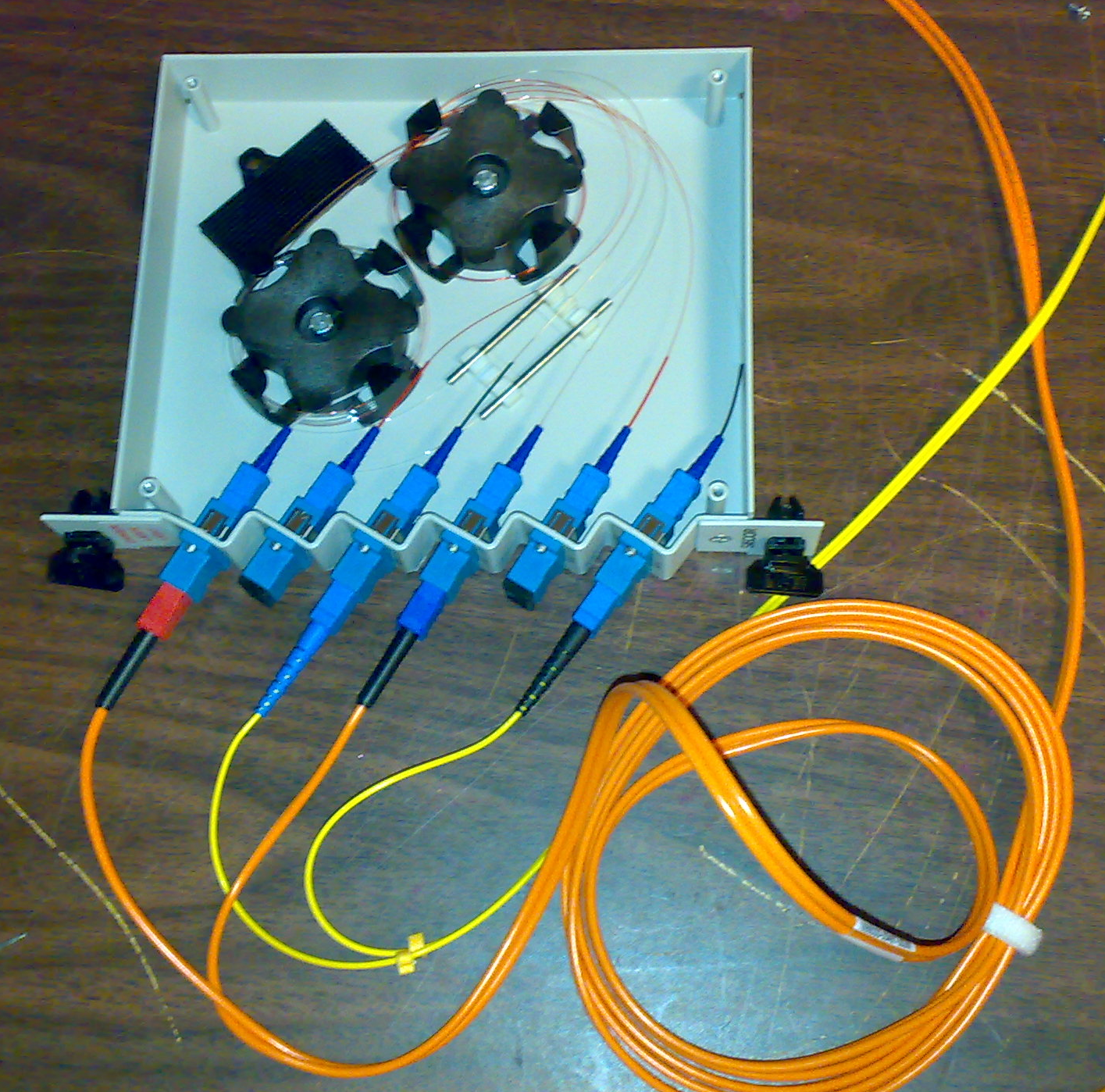
Optikai szálas lehallgató készülék

Telefonvonalak lehallgatására szintén van mód. Az e-mail, azonnali üzenetküldés és még számos más kommunikációs forma privátnak minősül. (Ha egy üzenetet, vagy információt nyilvánosan közölnek, ezen információ megszerzése nem számít lehallgatásnak.)
Az ókori Kínában a katonák, hogy elkerüljék az esetleges kihallgatást, beszéd helyett rajzoltak a tenyerükbe.

## Lehallgatás az irodalomban
A lehallgatás egy olyan cselekmény a képzeletben, megengedi a hősnek vagy a gazembernek, hogy megszerezzen életbevágó információt, mely nem megfigyelhető könnyen, de kihallgatható szándékosan vagy véletlenül egy beszélgetésből. 
- Például Rudyard Kipling "Letting In the Jungle" című történetében Maugli kihallgatja a vadászt, Buledót, miközben a férfi elmondja valakinek, hogy Maugli örökbefogadó anyját, Messuát hamarosan ki fogják végezni. Ezután Maugli megpróbálja megmenteni az asszonyt.

## Fordítás
- Ez a szócikk részben vagy egészben  az   Eavesdropping című angol Wikipédia-szócikk ezen változatának fordításán alapul.  Az eredeti cikk szerkesztőit annak laptörténete sorolja fel. Ez a jelzés csupán a megfogalmazás eredetét és a szerzői jogokat jelzi, nem szolgál a cikkben szereplő információk forrásmegjelöléseként.